# Mixwell
Òscar Cañellas Colocho (província de Girona, 10 d'octubre de 1995), més conegut pel seu àlies Mixwell, és un jugador professional dels esports electrònics català. Considerat el millor jugador espanyol del videojoc Counter-Strike: Global Offensive (CS:GO), a mitjans de 2020 es va passar al Valorant formant part de l'equip G2 Esports.
Va créixer entre Girona, Calonge i Sant Antoni i Palamós i ja, a nou anys, va començar a fer els primers passos en el món professional dels videojocs. Va passar per diversos equips com gBots, Atlantis, Epsilon, x6tence, Movistar Riders, OpTic Gaming i Cloud9 —tots ells en CS:GO. Destaca sobretot el seu pas pels clubs gBots i OpTic Gaming, sent aquest darrer on va saltar a la fama a escala internacional en guanyar diversos tornejos internacionals.